# Südermarsch
Südermarsch es un municipio situado en el distrito de Frisia Septentrional, en el estado federado de Schleswig-Holstein (Alemania). Tiene una población estimada, a fines de septiembre de 2022, de 138 habitantes.
Forma parte de la mancomunidad de municipios (en alemán, amt) de Nordsee-Treene.
Está ubicado al noroeste del estado, cerca de la costa del mar del Norte y de la frontera con Dinamarca.